# Arrondissement des Gonaïves
L’Arrondissement des Gonaïves est un arrondissement d'Haïti, subdivision du département de l'Artibonite. Il a été créé autour de la ville des Gonaïves, qui est aujourd'hui son chef-lieu. Il est peuplé par 411 692 habitants (estimation 2009).
L'arrondissement regroupe trois communes :
- Les Gonaïves
- Ennery
- Estère